# Chronicon terrae Prussiae
Chronicon terrae Prussiae est une chronique médiévale datant du début du XIVe siècle rédigée par Pierre de Duisbourg, un prêtre de l'Ordre teutonique. La chronique relate essentiellement la croisade des chevaliers de l'Ordre teutonique contre les Prussiens au siècle précédent. Elle contient par ailleurs quelques éléments de description relatifs aux croyances et aux mœurs de ces derniers. Son auteur s'efforce de faire œuvre d'édification envers ses frères de l'ordre Teutonique et les persuader de la nécessité de poursuivre le combat en tant que défenseurs de la foi chrétienne. La chronique mêle ainsi narration de batailles et récits miraculeux d'interventions divines. La chronique de Duisberg ne nous est parvenue que dans des copies datant du XVe siècle.

## Auteur
L'auteur de la Chronicon terrae Prussiae est Pierre de Duisburg (allemand : Peter von Dusburg ; latin médiéval : Petrus de Dusburg), a vécu approximativement de la seconde moitié du XIIIe siècle à la première moitié du XIVe siècle, mais ses dates de naissance et de décès exactes ne sont pas connue. Pierre de Duisbourg est un prêtre appartenant à l'ordre Teutonique. Il est passé à la postérité grâce à son œuvre principale Chronicon terrae Prussiae (Chronique du pays de Prusse), rédigée à Könisberg alors que le grand maître de l'ordre était Werner von Orseln. Il lui remet son ouvrage en 1326. Il y apporte cependant des ajouts jusqu'en 1330. L’œuvre était destinée à être lue à table aux frères de l'ordre.

## Contenu de la chronique
La chronique est en latin et comporte quatre volumes. Le premier volume relate l'origine de l'ordre teutonique et les croisades auxquelles il a participé en Outremer. Le second volume raconte l'arrive de l'ordre sur le territoire des Prussiens.  Le troisième volume relate les guerres de croisade contre les Prussiens et d'autres tribus baltiques. Le quatrième volume parle d'évènements plus récents. La chronique compte par ailleurs un addendum de 20 chapitres relatifs à des événements ayant eu lieu en 1326-1330, addendum qui est généralement attribué à Pierre de Duisbourg lui-même. 
Cette chronique n'est pas la première à être rédigée par un membre de l'ordre Teutonique. La première chronique date d'environ 1244 et s'intitule Narracio de primordinis ordinis Theutonici et présente l'ordre Teutonique comme une institution dont le but est de protéger les pèlerins, de prendre soin des malades et de défendre les lieux saints.
À travers sa chronique, Pierre de Duisbourg cherche à édifier ses frères : il y développe la thèse selon laquelle les chevaliers ayant participé à la croisade contre les Prussiens et les Lituaniens de étaient davantage fidèles à la règle de l'ordre, plus disciplinés et plus vaillants au combat. En narrant leurs exploits, Pierre de Duisbourg veut inciter ses frères à prendre leurs prédécesseurs pour exemples. La chronique ne conte cependant pas seulement les différents combats opposant l'ordre à ses ennemis, mais met en scène le combat de Dieu contre le Diable et l'intervention directe de Dieu en faveur des croisés .
Le texte commence par relater des événements de 1190. L'ouvrage décrit l'histoire militaire de l'ordre Teutonique en Prusse et vise à exhorter les frères de l'ordre à ne pas faiblir dans leur combat contre les païens. La chronique contient quelques éléments de description relatifs aux croyances et aux mœurs des Prussiens, à savoir les différents peuples païens que l'ordre Teutonique entend christianiser de force et mettre sous sa suzeraineté. La chronique de Duisberg ne nous est parvenue que dans des copies datant du XVe siècle.

## Traduction en allemand
Au XVe siècle, Nikolaus von Jeroschin entreprend de traduire cette chronique en allemand, à la demande du grand maître Luder von Braunschweig. Il finit cette traduction alors que Dietrich von Altenburg est le grand maître de l'ordre. Son texte est en vers et a comme titre Di Kronike von Pruzinlant, soit le même que celui du texte en latin de Duisbourg. Nicholaus von Jeroschin ne fait cependant pas une simple traduction du texte de Pierre de Duisbourg, il y apporte également de profondes modifications : le prologue est presque entièrement modifié, l'ordre des chapitres est modifié, le texte comporte également davantage d'éléments narratifs dont la narration d'événements postérieurs au texte de Duisbourg et ayant trait à la croisade contre les Lituaniens. Dès le XIXe siècle, la qualité poétique de ce texte est par ailleurs reconnue, notamment par le philologue Franz Pfeiffer.